# سکا (فرعون)
| s | kA |

| s | kA |

سِکا (مصری باستان: S-kȝ) یا هسِکیو فرعونی پیش‌دودمانی در مصر باستان بود که بر مصر سفلی فرمانروایی می‌کرد. نام او به همراه چند تن از پادشاهان مصر سفلی در سنگ پالرمو ذکر شده است. به غیر از سنگ پالرمو تقریباً هیچ شواهد دیگری از  وجود چنین حاکمی وجود ندارد، ممکن است او یک شاه افسانه‌ای باشد که از طریق سنت شفاهی حفظ شده یا حتی کاملاً ساختگی باشد. معنای نام او به گمانی «شخم‌زن» است.